# Sista valsen

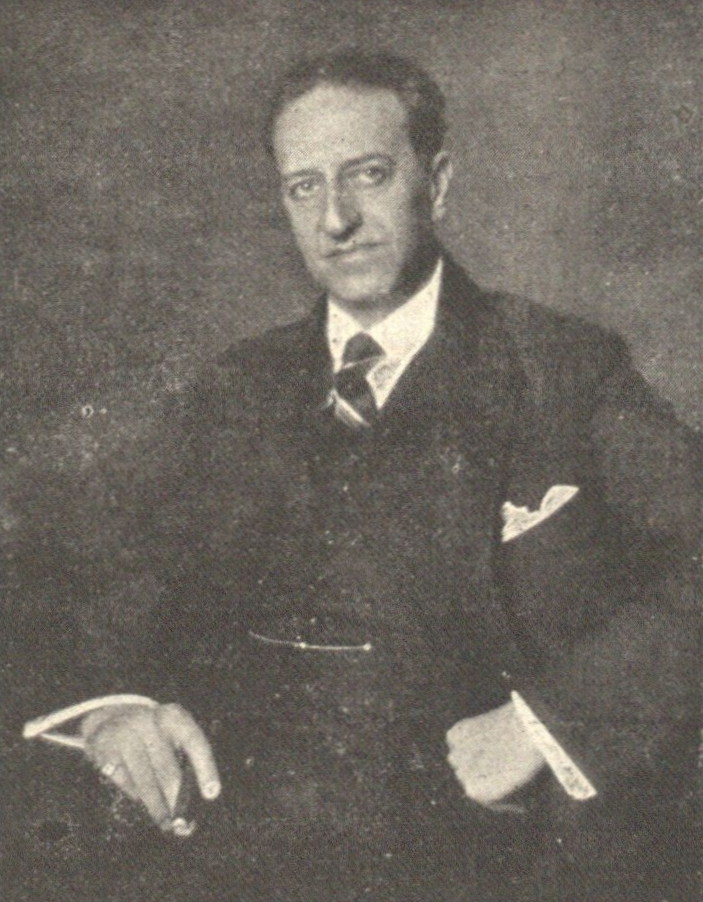
Oscar Straus 1918.

Sista valsen (tyska: Der letzte Walzer) är en österrikisk wieneroperett i tre akter med musik av Oscar Straus med ett libretto av Julius Brammer och Alfred Grünwald. Den hade premiär den 12 februari 1920 på Berliner Theater i Berlin med Fritzi Massary i den kvinnliga huvudrollen.

## Historia
Efter Första världskriget flyttade Oscar Straus till Berlin, som då hade övertagit Wiens roll som operettens huvudstad. Tillsammans med librettisterna Brummer och Grünwald arbetade han på sin nästa operett Sista valsen. I Berlin mötte de Fritzi Massary, som just hade åtnjutit stor framgång som stjärnan i Leo Falls Die Rose von Stambul. Massary skulle komma att kreera sex ledande roller för Straus, den första och mest lysande var rollen Vera Lisaveta i Sista valsen, vilken författarna fick revidera ordentligt för henne när hon tackade ja till att uppträda i den.
Operetten hade premiär i Berlin den 12 februari 1920 och spelades senare i Wien på Theater an der Wien den 5 oktober 1923 med Betty Fischer, Max Hansen och Richard Tauber i de ledande rollerna. Den sattes även upp på Broadway 1921 och i London 1922.

## Personer
- Vera Lisaveta Opalinski (Sopran)
- Greve Dimitri Vladimir Sarrasow (Tenor)
- Babuschka Opalinski (Subrett)
- Baron Ippolith Mrkowitsch (Tenorbuffo)
- Prins Paul (Skådespelare)
- General Miecu Krasinski, Ippoliths onkel (Baryton)
- Alexandrovna Nastasja Opalinski, Generalswitwe (Alt)
- Annuschka Opalinski (Sopran)
- Hannuschka Opalinski (Mezzosopran)
- Petruschka Opalinski (Alt)
- Kapten Kaminski (Baryton)
- Överstelöjtnant Swietzinski (Tenor)
- Löjtnant Labinski (Baryton)
- Fänrik Orsinski (Baryton)
- Chochotte, en dansös
- Prinsens adjutant (Skådespelare)
- Onkel Jaroschkin (Skådespelare)
- Lolo och Sylvette, två dansöser
- Wladek, servitör (Skådespelare)

## Handling
Tid: 1910
Plats: Ryssland
Under en bal i Warszawa blir den förnäma polskan Vera Lisaveta utsatt för en närgången uppvaktning av den berusade prins Paul, tsarens kusin och rysk överkommendant i den polska huvudstaden. Hon räddas av den polske greven Dimitri Sarrasow, som går emellan. Detta försätter prinsen i raseri. Dimitri blir omedelbart arresterad och döms till döden. Han hålls tills vidare i fängsligt förvar i ett slott utanför Warszawa i avvaktan på exekutionen. General Krasinski, som för befäl på slottet, har sina sympatier helt på Dimitris sida och behandlar honom mera som en gäst än som en dödsdömd fånge. Och Dimitri tillåts delta i den stora bal som äger rum på slottet mot att han ger sitt hedersord på att han ska återvända till sin arrest. På balen dansar Dimitri "den sista valsen" tillsammans med Vera Lisaveta, som blivit förälskar i sin räddare.
I andra akten hjälper hon honom att fly men Dimitri ångrar sig och inställer sig hos den vakthavande kaptenen, som ska föra honom till exekutionen i Warszawa.
Tredje akten utspelas i prins Pauls palats, där Vera med utvecklande av all sin kvinnliga list och charm lyckas få prinsen att upphäva Dimitris dödsdom.